# Radiotehnică
Radiotehnica este un domeniu al tehnicii care se ocupă cu studiul generării, amplificării, transformării și transmiterii oscilațiilor de înaltă frecvență și undelor electromagnetice purtătoare de informații (sunete, imagini, semne, date etc.)
O altă  definiție a Radiotehnicii este: ramură a tehnicii care se ocupă cu aplicațiile oscilațiilor și 
undelor electromagnetice pentru transmiterea și recepționarea informațiilor. Al doilea sens este: tehnica fabricării
aparatelor pentru radiocomunicații.
Din cadrul Radiotehnicii fac parte:
 1. Radiocomunicațiile - transmiterea și recepția la distanță a unor sunete, semnale și imagini cu ajutorul undelor radio.  În radiocomunicații intră:
 - radiodifuziunea - radiocomunicație unilaterală care constă în transmiterea sistematică prin unde electromagnetice neghidate a unui program (sonor sau sonor și vizual) destinat recepției publice.
 - radiofonia - sistem special de transmisie și recepție a mesajelor sonore prin unde electromagnetice, fără a
folosi fire conducătoare între postul de emisiune și cel de recepție.
 - televiziunea - tehnică a transmiterii la distanță a imaginilor unor obiecte (în mișcare) pe calea undelor electromagnetice.
 - radiotelefonia - sistem de comunicație telefonică radioelectrică, în ambele sensuri, cu ajutorul a două posturi de radioemisiune și a două posturi de radiorecepție.
 - radiotelegrafia - comunicație telegrafică prin unde electromagnetice; telegrafie fără fir.
 2. Radiolocația - detectarea și determinarea poziției unui obiect (în mișcare) față de un reper, cu ajutorul
unor fascicule de unde electromagnetice emise, și vizualizarea acestora după reflectarea lor de către obiectul detectat.
 3. Radioastronomia - studiul fenomenelor din univers cu ajutorul undelor radioelectrice emise de corpurile
din spațiul cosmic și al undelor radioelectrice emise de pe pământ și reflectate de aceste corpuri.
 4. Radionavigația - conducerea navelor (în special a aeronavelor) cu mijloace radiotehnice.
 5. Radiogoniometria - metodă de determinare a direcției din care se emit unde radio, bazată pe utlizarea
proprietăților antenelor receptoarelor.
 6. Radiografie - (radiografiere)- fotografierea interiorului unui corp opac, în special a unor regiuni din
interiorul corpului omenesc cu ajutorul unor radiații de tip special - raze "X"
 7. Radiologie - (1) disciplină care ocupă cu studiul razelor și al întrebuințării lor; (2) ramură a medicinii
care se ocupă cu examinarea corpului omenesc cu ajutorul razelor "X" și "γ" și cu aplicarea lor în precizarea diagnosticului și în terapeutica unor boli.
 8. Radioscopie - Examinarea vizuală a interiorului unui corp opac, în special a unor regiuni din corpul omenesc, cu ajutorul umbrei proiectate pe un ecran fluorescent de către razele "X" care trec prin acel corp.

## Legături externe
- „Radiotehnică” la DEX online